# Миноносец-16
Миноносец-16 — греческий миноносец конца XIX века. Заложен в 1884 году на заводе AG Vulcan Stettin (Германия). Последний из серии однотипных миноносцев (другие суда серии: Миноносец-11, Миноносец-12, Миноносец-13, Миноносец-14, Миноносец-15). Спущен на воду в 1885 году. В том же году вступил в строй. Принял участие в греко-турецкой войне 1897 года.
11 апреля 1897 года вместе с Миноносцем-14 и кораблём «Алфиос» принял участие в высадке десанта в Лептокария у подножия Олимпа. Во время операции погиб капитан миноносца лейтенант ВМС Е. Антониадис. Это был единственный офицер флота, погибший в ходе той непродолжительной войны.
В 1905 году прошёл переоборудование в Пирее. На судне был установлен второй котёл, была установлена вторая дымовая труба, была увеличена скорость и улучшено вооружение.
Миноносец принял также участие в Балканских войнах 1912—1913 годов. Выведен из состава флота в 1919 году.